# 캔자스주의 대학 목록
다음은 미국 캔자스주의 대학 목록이다.

## 공립

### 주립
- 캔자스 주립 대학교
- 캔자스 대학교
- 위치토 주립 대학교

### 연방 및 군사
- 미국 육군지휘참모대학교

## 같이 보기
- 미국의 대학 목록